# Саакян, Сурен Мушегович
Сурен Мушегович Саакян (арм. Սուրեն Մուշեղի Սահակյան, 1 января 1958, Ереван, Армянская ССР) — армянский политический и государственный деятель.

## Биография
- 1978 — окончил факультет радиофизики Ереванского государственного университета. Кандидат физико-математических наук.
- Работал в институте физических исследований АН Армении, научно-производственном объединении «Лазерная техника», начальником отдела министерства высшего образования.
- 1991 — назначен заместителем министра внутренних дел Армении.
- 1991—1994 — начальник Государственной налоговой инспекции Армении.
- 1994—1999 — полномочный министр и чрезвычайный посланник посольства Армении в России
- 1995—1999 — полномочный представитель Армении в коллегии Межгосударственного экономического комитета СНГ
- 1999—2002 — чрезвычайный и полномочный посол Армении в России
- 2021—2021 — заместитель министра обороны Армении[1]

## Награды
- 2002 — указом Президента России В. В. Путина награждён орденом Дружбы за большой вклад в укрепление и развитие дружбы и сотрудничества между Российской Федерацией и Республикой Армения[2].
- «Серебряный крест» Союза армян России — за большой вклад в укрепление межгосударственных отношений между Арменией и Россией[3].